# Coupe du monde de ski acrobatique
La Coupe du monde de ski acrobatique de la FIS, en anglais FIS Freestyle Ski World Cup, est une compétition annuelle de ski acrobatique organisée par la Fédération internationale de ski depuis 1980. Depuis 2015, six disciplines sont incluses dans la coupe du monde : le ski de bosses, le saut acrobatique, le skicross, et trois épreuves de Freeski/Park&Pipe : le half-pipe, le slopestyle et le big air. Dans les années 1980 et 1990, il y avait aussi le Ballet à ski et le combiné, qui n'existent plus.
Entre la première édition et 2020, un gros globe de cristal est décerné au sportif masculin et féminin qui a récolté le plus de points sur toute la saison toutes épreuves tandis qu'un petit globe de cristal est décerné aux vainqueurs des classements des spécialités : bosses, saut acrobatique, ski cross, half-pipe, slopestyle et big air.
Depuis 2021, quatre gros globes de cristal sont décernés aux vainqueurs des classements suivants : 
- la coupe du monde de Bosses (MO/DM ou OM);
- la coupe du monde de Saut (AE);
- la coupe du monde de Ski Cross (SX);
- la coupe du monde de Freeski/Park&Pipe (FK).

Un petit globe de cristal est décerné aux vainqueurs des classements des spécialités : Bosses en individuel (MO), Bosses en parallèle (DM), Half-pipe (HP), Slopestyle (SS) et Big Air (BA).

## Épreuves

### Disciplines
Six disciplines et sept spécialités sont disputées dans le cadre de la coupe du monde :
- Bosses (MO/DM ou OM) : un classement commun existe depuis 2003
  - Bosses en individuel (MO) : organisée depuis la première coupe du monde en 1980; un classement existe de 1980 à 2003, puis de 2005 à 2007, en 2010, puis depuis 2021.
  - Bosses en parallèle (DM) : organisée depuis 1995, il y avait un classement de la discipline jusqu'en 2003 (suppression au profit du classement commun), sauf en 2001 (pas de classement : une seule épreuve) puis en 2006. Retour du classement de la discipline en 2021.

- Saut (AE) : dénomée également saut acrobatique, elle est organisée depuis la première coupe du monde en 1980.

- Skicross (SX) : organisée depuis 2002

- Freeski/Park&Pipe (FK) : un classement commun existe depuis 2020
  - Big air (BA) : organisée depuis 2016 (pas de classement la première saison : une seule épreuve)
  - Half-pipe (HP) : organisée depuis 2003 (sauf en 2004-2005 et 2009-2010 où aucune épreuve n'est disputée)
  - Slopestyle (SS) : organisée depuis 2012

La notion de Freeski/Park&Pipe apparait en 2017 pour harmoniser les nouvelles épreuves de ski freestyle (big air, halfpipe et slopestyle) avec les mêmes épreuves de snowboard dites snowboard freestyle et pour différencier des autres épreuves originales de ski freestyle.
Deux types d'épreuves ne sont plus disputées dans le cadre de la coupe du monde : 
- Ballet/Acroski (AC) : organisé depuis la première coupe du monde en 1980, la dernière épreuve se déroule en 2000, en raison du jugement pas assez spectaculaire par la FIS. Dès 1998, le classement hommes est supprimé tout comme les points pour le classement général que ce soit chez les hommes et les femmes, le classement femmes s'arrête en 1999.
- Combiné (CO) : organisé depuis la première coupe du monde en 1980, la dernière épreuve se déroule en 1995 pour les femmes et en 1997 pour les hommes, en raison du faible nombre de concurrents (où l'heure est à la spécialisation et les polyvalents restant peu nombreux). L'épreuve consistait à additionner les résultats des 3 épreuves d'origine que sont les bosses, le saut acrobatique et le ballet.

### Lieux
Les épreuves sont organisées principalement dans des stations de ski situées en Amérique du Nord, en Europe, dans les Alpes et en Scandinavie, en Asie de l'Est, mais quelques courses ont également eu lieu dans l'hémisphère sud. Des compétitions de coupe du monde ont été organisées dans 22 pays différents à travers le monde : Allemagne, Australie, Autriche, Biélorussie, Canada, Chine, Corée du Sud, Croatie, Espagne, États-Unis, Finlande, France, Italie, Japon, Norvège, Nouvelle-Zélande, République tchèque, Russie, Slovénie, Suède, Suisse et Ukraine.

## Palmarès

### Classement général
De 1980 à 2020, un classement général de la coupe du monde réunissait l'ensemble des résultats de la coupe du monde. Depuis la saison 2020-2021, la coupe du monde est séparée en quatre classements distincts (par conséquent quatre gros globes) : Bosses, Saut, Skicross, et Freeski/Park&Pipe ; le classement de Freeski/Park&Pipe réunissant les épreuves de Big air (BA), Half-pipe (HP) et Slopestyle (SS).

#### Hommes
- Classement général de 1980 à 2020

| Saison    | Vainqueur             | Deuxième              | Troisième             |
| --------- | --------------------- | --------------------- | --------------------- |
| 1980      | Greg Athans           | Scott Brooksbank      | Rick Bowie            |
| 1981      | Frank Beddor          | Greg Athans           | Peter Judge           |
| 1982      | Frank Beddor (2)      | Peter Judge           | Bruce Bolesky         |
| 1983      | Peter Judge           | Alain LaRoche         | Éric Laboureix        |
| 1984      | Alain LaRoche         | Bruce Bolesky         | Éric Laboureix        |
| 1984-1985 | Alain LaRoche (2)     | Éric Laboureix        | Chris Simboli         |
| 1985-1986 | Éric Laboureix        | Chris Simboli         | John Witt             |
| 1986-1987 | Éric Laboureix (2)    | John Witt             | Chris Simboli         |
| 1987-1988 | Éric Laboureix (3)    | Chris Simboli         | Alain LaRoche         |
| 1988-1989 | Chris Simboli         | Scott Ogren           | Alain LaRoche         |
| 1989-1990 | Éric Laboureix (4)    | Olivier Allamand      | Trace Worthington     |
| 1990-1991 | Éric Laboureix (5)    | Youri Gilg            | Trace Worthington     |
| 1991-1992 | Trace Worthington     | Youri Gilg            | Hugo Bonatti          |
| 1992-1993 | Trace Worthington (2) | Rune Kristiansen (en) | Jean-Luc Brassard     |
| 1993-1994 | Sergei Shupletsov     | David Belhumeur       | Trace Worthington     |
| 1994-1995 | Jonny Moseley         | Trace Worthington     | David Belhumeur       |
| 1995-1996 | Jonny Moseley (2)     | David Belhumeur       | Heini Baumgartner     |
| 1996-1997 | Darcy Downs           | Fabrice Becker        | Heini Baumgartner     |
| 1997-1998 | Fabrice Becker        | Jonny Moseley         | Ian Edmonson          |
| 1998-1999 | Nicolas Fontaine      | Dmitri Dashchinsky    | Janne Lahtela         |
| 1999-2000 | Janne Lahtela         | Nicolas Fontaine      | Alexei Grishin        |
| 2000-2001 | Mikko Ronkainen       | Eric Bergoust         | Joe Pack              |
| 2001-2002 | Eric Bergoust         | Jeremy Bloom          | Alexei Grishin        |
| 2002-2003 | Dmitri Arkhipov       | Steve Omischl         | Jeff Bean             |
| 2003-2004 | Steve Omischl         | Mathias Wecxsteen     | Laurent Favre         |
| 2004-2005 | Jeremy Bloom          | Tomáš Kraus           | Isidor Grüner         |
| 2005-2006 | Tomáš Kraus           | Dale Begg-Smith       | Roman Hofer           |
| 2006-2007 | Dale Begg-Smith       | Steve Omischl         | Jeret Peterson        |
| 2007-2008 | Steve Omischl (2)     | Tomáš Kraus           | Dale Begg-Smith       |
| 2008-2009 | Alexandre Bilodeau    | Tomáš Kraus           | Steve Omischl         |
| 2009-2010 | Anton Kushnir         | Michael Schmid        | Dale Begg-Smith       |
| 2010-2011 | Guilbaut Colas        | Andreas Matt          | Alexandre Bilodeau    |
| 2011-2012 | Mikaël Kingsbury      | Patrick Deneen        | Olivier Rochon        |
| 2012-2013 | Mikaël Kingsbury (2)  | Alexandre Bilodeau    | Alex Fiva             |
| 2013-2014 | Mikaël Kingsbury (3)  | Alexandre Bilodeau    | Jesper Tjäder         |
| 2014-2015 | Mikaël Kingsbury (4)  | Mac Bohonnon          | Jean-Frédéric Chapuis |
| 2015-2016 | Mikaël Kingsbury (5)  | Kevin Rolland         | Jean-Frédéric Chapuis |
| 2016-2017 | Mikaël Kingsbury (6)  | Henrik Harlaut        | Qi Guangpu            |
| 2017-2018 | Mikaël Kingsbury (7)  | Alex Ferreira         | Andri Ragettli        |
| 2018-2019 | Mikaël Kingsbury (8)  | Bastien Midol         | Wang Xindi            |
| 2019-2020 | Mikaël Kingsbury (9)  | Noah Bowman           | Aaron Blunck          |

- Depuis 2020

| Saison    | Bosses (MO/DM)        | Saut (AE)       | Skicross (SX)    | Freeski/Park&Pipe (FK/OPP) |
| --------- | --------------------- | --------------- | ---------------- | -------------------------- |
| 2020-2021 | Matt Graham           | Maxim Burov (2) | Reece Howden     | Colby Stevenson            |
| 2021-2022 | Mikaël Kingsbury (10) | Maxim Burov (3) | Ryan Regez       | Birk Ruud                  |
| 2022-2023 | Mikaël Kingsbury (11) | Noé Roth        | Reece Howden (2) | Birk Ruud (2)              |
| 2023-2024 | Mikaël Kingsbury (12) | Qi Guangpu      | David Mobärg     | Alex Ferreira              |

#### Femmes
- Classement général de 1980 à 2020

| Saison    | Vainqueur                | Deuxième             | Troisième                  |
| --------- | ------------------------ | -------------------- | -------------------------- |
| 1980      | Stephanie Sloan          | Lauralee Bowie       | Hedy Garhammer             |
| 1981      | Marie-Claude Asselin     | Renée Lee Smith      | Stephanie Sloan            |
| 1982      | Marie-Claude Asselin (2) | Conny Kissling       | Hayley Wolff               |
| 1983      | Conny Kissling           | Marie-Claude Asselin | Evelyne Wirth              |
| 1984      | Conny Kissling (2)       | Catherine Frarier    | Meredith Gardner           |
| 1984-1985 | Conny Kissling (3)       | Meredith Gardner     | Anna Fraser                |
| 1985-1986 | Conny Kissling (4)       | Anna Fraser          | Meredith Gardner           |
| 1986-1987 | Conny Kissling (5)       | Anna Fraser          | Melanie Palenik            |
| 1987-1988 | Conny Kissling (6)       | Meredith Gardner     | Melanie Palenik            |
| 1988-1989 | Conny Kissling (7)       | Meredith Gardner     | Melanie Palenik            |
| 1989-1990 | Conny Kissling (8)       | Sonja Reichart       | Donna Weinbrecht           |
| 1990-1991 | Conny Kissling (9)       | Jilly Curry          | Maja Schmid                |
| 1991-1992 | Conny Kissling (10)      | Maja Schmid          | Jilly Curry                |
| 1992-1993 | Katherina Kubenk         | Maja Schmid          | Jilly Curry                |
| 1993-1994 | Kristean Porter          | Natalia Orekhova     | Katherina Kubenk           |
| 1994-1995 | Kristean Porter (2)      | Maja Schmid          | Katherina Kubenk           |
| 1995-1996 | Katherina Kubenk (2)     | Donna Weinbrecht     | Elena Batalova             |
| 1996-1997 | Stacey Blumer            | Elena Batalova       | Katherina Kubenk           |
| 1997-1998 | Nikki Stone              | Elena Batalova       | Oksana Kushenko            |
| 1998-1999 | Jacqui Cooper            | Nikki Stone          | Veronica Brenner           |
| 1999-2000 | Jacqui Cooper (2)        | Veronica Brenner     | Ann Battelle               |
| 2000-2001 | Jacqui Cooper (3)        | Kari Traa            | Ala Tsuper                 |
| 2001-2002 | Kari Traa                | Ala Tsuper           | Hannah Hardaway            |
| 2002-2003 | Kari Traa (2)            | Ingrid Berntsen      | Margarita Marbler          |
| 2003-2004 | Kari Traa (3)            | Marie Martinod       | Virginie Faivre            |
| 2004-2005 | Li Nina                  | Ophélie David        | Karin Heil                 |
| 2005-2006 | Ophélie David            | Karin Huttary        | Jennifer Heil              |
| 2006-2007 | Jennifer Heil            | Jacqui Cooper        | Li Nina                    |
| 2007-2008 | Ophélie David (2)        | Jacqui Cooper        | Aiko Uemura                |
| 2008-2009 | Ophélie David (3)        | Hannah Kearney       | Jennifer Heil              |
| 2009-2010 | Li Nina (2)              | Ophélie David        | Jennifer Heil              |
| 2010-2011 | Hannah Kearney           | Jennifer Heil        | Cheng Shuang               |
| 2011-2012 | Hannah Kearney (2)       | Xu Mengtao           | Marielle Thompson          |
| 2012-2013 | Xu Mengtao               | Hannah Kearney       | Rosalind Groenewoud        |
| 2013-2014 | Hannah Kearney (3)       | Li Nina              | Justine Dufour-Lapointe    |
| 2014-2015 | Hannah Kearney (4)       | Anna Holmlund        | Kiley McKinnon             |
| 2015-2016 | Devin Logan              | Anna Holmlund        | Tiril Sjåstad Christiansen |
| 2016-2017 | Britteny Cox             | Emma Dahlström       | Marielle Thompson          |
| 2017-2018 | Sandra Näslund           | Xu Mengtao           | Jennie-Lee Burmansson      |
| 2018-2019 | Perrine Laffont          | Xu Mengtao           | Fanny Smith                |
| 2019-2020 | Perrine Laffont (2)      | Sandra Näslund       | Fanny Smith                |

- Depuis 2020

| Saison    | Bosses (MO/DM)      | Saut (AE)          | Skicross (SX)      | Freeski/Park&Pipe (FK/OPP) |
| --------- | ------------------- | ------------------ | ------------------ | -------------------------- |
| 2020-2021 | Perrine Laffont (4) | Laura Peel (2)     | Fanny Smith (3)    | Tess Ledeux                |
| 2021-2022 | Jakara Anthony      | Xu Mengtao (6)     | Sandra Näslund (3) | Gu Ailing                  |
| 2022-2023 | Perrine Laffont (5) | Danielle Scott     | Sandra Näslund (4) | Johanne Killi              |
| 2023-2024 | Jakara Anthony (2)  | Danielle Scott (2) | Marielle Thompson  | Mathilde Gremaud           |

### Classement par discipline

#### Bosses (MO/DM)
| Saison    | Hommes                     | Hommes                     |
| Saison    | Bosses en individuel (MO)  | Bosses en parallèle (DM)   |
| --------- | -------------------------- | -------------------------- |
| 1980      | Greg Athans                | Aucune épreuve             |
| 1981      | Nano Pourtier              | Aucune épreuve             |
| 1982      | Nano Pourtier (2)          | Aucune épreuve             |
| 1983      | Bill Keenan                | Aucune épreuve             |
| 1984      | Philippe Bron              | Aucune épreuve             |
| 1984-1985 | Philippe Bron (2)          | Aucune épreuve             |
| 1985-1986 | Steve Desovich             | Aucune épreuve             |
| 1986-1987 | Martti Kellokumpi          | Aucune épreuve             |
| 1987-1988 | Nelson Carmichael          | Aucune épreuve             |
| 1988-1989 | Nelson Carmichael (2)      | Aucune épreuve             |
| 1989-1990 | Edgar Grospiron            | Aucune épreuve             |
| 1990-1991 | Edgar Grospiron (2)        | Aucune épreuve             |
| 1991-1992 | Edgar Grospiron (3)        | Aucune épreuve             |
| 1992-1993 | Jean-Luc Brassard          | Aucune épreuve             |
| 1993-1994 | Edgar Grospiron (4)        | Aucune épreuve             |
| 1994-1995 | Sergei Shupletsov          | Aucune épreuve             |
| 1995-1996 | Jean-Luc Brassard (2)      | Jesper Rönnback            |
| 1996-1997 | Jean-Luc Brassard (3)      | Thony Hemery               |
| 1997-1998 | Jonny Moseley              | Jesper Rönnback (2)        |
| 1998-1999 | Janne Lahtela              | Thony Hemery (2)           |
| 1999-2000 | Janne Lahtela (2)          | Janne Lahtela              |
| 2000-2001 | Mikko Ronkainen            | Pas de classement *        |
| 2001-2002 | Jeremy Bloom               | Richard Gay                |
| 2002-2003 | Travis-Antone Cabral       | Janne Lahtela (2)          |
| 2003-2004 | Janne Lahtela (3)          | Janne Lahtela (3)          |
| 2004-2005 | Jeremy Bloom               | Aucune épreuve             |
| 2005-2006 | Dale Begg-Smith            | Aucune épreuve             |
| 2006-2007 | Dale Begg-Smith (2)        | Dale Begg-Smith            |
| 2007-2008 | Dale Begg-Smith (3)        | Dale Begg-Smith (3)        |
| 2008-2009 | Alexandre Bilodeau         | Alexandre Bilodeau         |
| 2009-2010 | Dale Begg-Smith (4)        | Aucune épreuve             |
| 2010-2011 | Guilbaut Colas             | Guilbaut Colas             |
| 2011-2012 | Mikaël Kingsbury           | Mikaël Kingsbury           |
| 2012-2013 | Mikaël Kingsbury (2)       | Mikaël Kingsbury (2)       |
| 2013-2014 | Mikaël Kingsbury (3)       | Mikaël Kingsbury (3)       |
| 2014-2015 | Mikaël Kingsbury (4)       | Mikaël Kingsbury (4)       |
| 2015-2016 | Mikaël Kingsbury (5)       | Mikaël Kingsbury (5)       |
| 2016-2017 | Mikaël Kingsbury (6)       | Mikaël Kingsbury (6)       |
| 2017-2018 | Mikaël Kingsbury (7)       | Mikaël Kingsbury (7)       |
| 2018-2019 | Mikaël Kingsbury (8)       | Mikaël Kingsbury (8)       |
| 2019-2020 | Mikaël Kingsbury (9)       | Mikaël Kingsbury (9)       |
| 2020-2021 | Considéré comme gros globe | Considéré comme gros globe |
| 2021-2022 | Mikaël Kingsbury           | Mikaël Kingsbury           |
| 2022-2023 | Mikael Kingsbury (2)       | Mikael Kingsbury (2)       |
| 2023-2024 | Ikuma Horishima            | Mikael Kingsbury (3)       |

| Saison    | Femmes                     | Femmes                     |
| Saison    | Bosses en individuel (MO)  | Bosses en parallèle (DM)   |
| --------- | -------------------------- | -------------------------- |
| 1980      | Hilary Engisch             | Aucune épreuve             |
| 1981      | Hilary Engisch (2)         | Aucune épreuve             |
| 1982      | Hilary Engisch (3)         | Aucune épreuve             |
| 1983      | Hayley Wolff               | Aucune épreuve             |
| 1984      | Hilary Engisch (4)         | Aucune épreuve             |
| 1984-1985 | Mary Jo Tiampo             | Aucune épreuve             |
| 1985-1986 | Mary Jo Tiampo (2)         | Aucune épreuve             |
| 1986-1987 | Raphaëlle Monod            | Aucune épreuve             |
| 1987-1988 | Stine Lise Hattestad       | Aucune épreuve             |
| 1988-1989 | Raphaëlle Monod (2)        | Aucune épreuve             |
| 1989-1990 | Donna Weinbrecht           | Aucune épreuve             |
| 1990-1991 | Donna Weinbrecht (2)       | Aucune épreuve             |
| 1991-1992 | Donna Weinbrecht (3)       | Aucune épreuve             |
| 1992-1993 | Stine Lise Hattestad (2)   | Aucune épreuve             |
| 1993-1994 | Donna Weinbrecht (4)       | Aucune épreuve             |
| 1994-1995 | Raphaëlle Monod (3)        | Aucune épreuve             |
| 1995-1996 | Donna Weinbrecht (5)       | Candice Gilg               |
| 1996-1997 | Tatjana Mittermayer        | Candice Gilg (2)           |
| 1997-1998 | Marja Elfman               | Kari Traa                  |
| 1998-1999 | Ann Battelle               | Michelle Roark             |
| 1999-2000 | Ann Battelle (2)           | Kari Traa (2)              |
| 2000-2001 | Kari Traa                  | Pas de classement *        |
| 2001-2002 | Kari Traa (2)              | Christine Gerg             |
| 2002-2003 | Shannon Bahrke             | Margarita Marbler          |
| 2003-2004 | Jennifer Heil              | Jennifer Heil              |
| 2004-2005 | Jennifer Heil (2)          | Aucune épreuve             |
| 2005-2006 | Jennifer Heil (3)          | Aucune épreuve             |
| 2006-2007 | Jennifer Heil (4)          | Jennifer Heil              |
| 2007-2008 | Aiko Uemura                | Aiko Uemura                |
| 2008-2009 | Hannah Kearney             | Hannah Kearney             |
| 2009-2010 | Jennifer Heil (5)          | Aucune épreuve             |
| 2010-2011 | Hannah Kearney (2)         | Hannah Kearney (2)         |
| 2011-2012 | Hannah Kearney (3)         | Hannah Kearney (3)         |
| 2012-2013 | Hannah Kearney (4)         | Hannah Kearney (4)         |
| 2013-2014 | Hannah Kearney (5)         | Hannah Kearney (5)         |
| 2014-2015 | Hannah Kearney (6)         | Hannah Kearney (6)         |
| 2015-2016 | Chloé Dufour-Lapointe      | Chloé Dufour-Lapointe      |
| 2016-2017 | Britteny Cox               | Britteny Cox               |
| 2017-2018 | Perrine Laffont            | Perrine Laffont            |
| 2018-2019 | Perrine Laffont (2)        | Perrine Laffont (2)        |
| 2019-2020 | Perrine Laffont (3)        | Perrine Laffont (3)        |
| 2020-2021 | Considéré comme gros globe | Considéré comme gros globe |
| 2021-2022 | Perrine Laffont            | Jakara Anthony             |
| 2022-2023 | Jakara Anthony             | Perrine Laffont            |
| 2023-2024 | Jakara Anthony (2)         | Jakara Anthony (2)         |

#### Saut acrobatique (AE)
| Saison      | Hommes                     |
| ----------- | -------------------------- |
| 1980        | John Eaves                 |
| 1981        | Jean Corriveau             |
| 1982        | Craig Clow                 |
| 1983        | Sandro Wirth               |
| 1984        | Yves Laroche               |
| 1984-1985   | Lloyd Langlois             |
| 1985-1986   | Yves Laroche (2)           |
| 1986-1987   | Jean-Marc Rozon            |
| 1987-1988   | Jean-Marc Rozon (2)        |
| 1988-1989   | Tor Skeie                  |
| 1989-1990   | Jean-Marc Bacquin          |
| 1990-1991   | Philippe LaRoche           |
| 1991-1992   | Philippe LaRoche (2)       |
| 1992-1993   | Lloyd Langlois (2)         |
| 1993-1994   | Philippe LaRoche (3)       |
| 1994-1995   | Trace Worthington          |
| 1995-1996   | Sébastien Foucras          |
| 1996-1997   | Nicolas Fontaine           |
| 1997-1998   | Nicolas Fontaine (2)       |
| 1998-1999   | Nicolas Fontaine (3)       |
| 1999-2000   | Nicolas Fontaine (4)       |
| 2000-2001   | Eric Bergoust              |
| 2001-2002   | Eric Bergoust (2)          |
| 2002-2003   | Dmitri Archipow            |
| 2003-2004   | Steve Omischl              |
| 2004-2005   | Jeret Peterson             |
| 2005-2006   | Dmitri Dashchinsky         |
| 2006-2007   | Steve Omischl (2)          |
| 2007-2008   | Steve Omischl (3)          |
| 2008-2009   | Steve Omischl (4)          |
| 2009-2010   | Anton Kushnir              |
| 2010-2011   | Qi Guangpu                 |
| 2011-2012   | Olivier Rochon             |
| 2012-2013   | Jia Zongyang               |
| 2013-2014   | Liu Zhongqing              |
| 2014-2015   | Mac Bohonnon               |
| 2015-2016   | Oleksandr Abramenko        |
| 2016-2017   | Qi Guangpu (2)             |
| 2017-2018   | Maxim Burov                |
| 2018-2019   | Wang Xindi                 |
| 2019-2020   | Noé Roth                   |
| Depuis 2020 | Considéré comme gros globe |

| Saison      | Femmes                     |
| ----------- | -------------------------- |
| 1980        | Lauralee Bowie             |
| 1981        | Marie-Claude Asselin       |
| 1982        | Marie-Claude Asselin (2)   |
| 1983        | Marie-Claude Asselin (3)   |
| 1984        | Eveline Wirth              |
| 1984-1985   | Meredith Gardner           |
| 1985-1986   | Anna Fraser                |
| 1986-1987   | Sonja Reichart             |
| 1987-1988   | Meredith Gardner (2)       |
| 1988-1989   | Catherine Lombard          |
| 1989-1990   | Sonja Reichart (2)         |
| 1990-1991   | Elfie Simchen              |
| 1991-1992   | Kirstie Marshall           |
| 1992-1993   | Lina Cheryazova            |
| 1993-1994   | Lina Cheryazova (2)        |
| 1994-1995   | Nikki Stone                |
| 1995-1996   | Colette Brand              |
| 1996-1997   | Veronica Brenner           |
| 1997-1998   | Nikki Stone (2)            |
| 1998-1999   | Jacqui Cooper              |
| 1999-2000   | Jacqui Cooper (2)          |
| 2000-2001   | Jacqui Cooper (3)          |
| 2001-2002   | Ala Tsuper                 |
| 2002-2003   | Alisa Camplin              |
| 2003-2004   | Alisa Camplin (2)          |
| 2004-2005   | Li Nina                    |
| 2005-2006   | Evelyne Leu                |
| 2006-2007   | Jacqui Cooper (4)          |
| 2007-2008   | Jacqui Cooper (5)          |
| 2008-2009   | Lydia Lassila              |
| 2009-2010   | Li Nina (2)                |
| 2010-2011   | Cheng Shuang               |
| 2011-2012   | Xu Mengtao                 |
| 2012-2013   | Xu Mengtao (2)             |
| 2013-2014   | Li Nina (3)                |
| 2014-2015   | Kiley McKinnon             |
| 2015-2016   | Ashley Caldwell            |
| 2016-2017   | Xu Mengtao (3)             |
| 2017-2018   | Xu Mengtao (4)             |
| 2018-2019   | Xu Mengtao (5)             |
| 2019-2020   | Laura Peel                 |
| Depuis 2020 | Considéré comme gros globe |

#### Skicross (SX)
| Saison      | Hommes                     |
| ----------- | -------------------------- |
| 2002-2003   | Hiroomi Takizawa           |
| 2003-2004   | Jesper Brugge              |
| 2004-2005   | Tomáš Kraus                |
| 2005-2006   | Tomáš Kraus (2)            |
| 2006-2007   | Audun Grønvold             |
| 2007-2008   | Tomáš Kraus (3)            |
| 2008-2009   | Tomáš Kraus (4)            |
| 2009-2010   | Mike Schmid                |
| 2010-2011   | Andreas Matt               |
| 2011-2012   | Filip Flisar               |
| 2012-2013   | Alex Fiva                  |
| 2013-2014   | Victor Öhling Norberg      |
| 2014-2015   | Jean-Frédéric Chapuis      |
| 2015-2016   | Jean-Frédéric Chapuis (2)  |
| 2016-2017   | Jean-Frédéric Chapuis (3)  |
| 2017-2018   | Marc Bischofberger         |
| 2018-2019   | Bastien Midol              |
| 2019-2020   | Kevin Drury                |
| Depuis 2020 | Considéré comme gros globe |

| Saison      | Femmes                     |
| ----------- | -------------------------- |
| 2002-2003   | Valentine Scuotto          |
| 2003-2004   | Ophélie David              |
| 2004-2005   | Ophélie David (2)          |
| 2005-2006   | Ophélie David (3)          |
| 2006-2007   | Ophélie David (4)          |
| 2007-2008   | Ophélie David (5)          |
| 2008-2009   | Ophélie David (6)          |
| 2009-2010   | Ophélie David (7)          |
| 2010-2011   | Anna Holmlund              |
| 2011-2012   | Marielle Thompson          |
| 2012-2013   | Fanny Smith                |
| 2013-2014   | Marielle Thompson (2)      |
| 2014-2015   | Anna Holmlund (2)          |
| 2015-2016   | Anna Holmlund (3)          |
| 2016-2017   | Marielle Thompson (3)      |
| 2017-2018   | Sandra Näslund             |
| 2018-2019   | Fanny Smith (2)            |
| 2019-2020   | Sandra Näslund (2)         |
| Depuis 2020 | Considéré comme gros globe |

#### Freeski (FK)
- Général Freeski

| Saison      | Hommes                     |
| ----------- | -------------------------- |
| Depuis 2020 | Considéré comme gros globe |

| Saison      | Femmes                     |
| ----------- | -------------------------- |
| Depuis 2020 | Considéré comme gros globe |

- Big Air (BA)

| Saison    | Hommes              |
| --------- | ------------------- |
| 2015-2016 | Pas de classement * |
| 2016-2017 | Henrik Harlaut      |
| 2017-2018 | Christian Nummedal  |
| 2018-2019 | Andri Ragettli      |
| 2019-2020 | Birk Ruud           |
| 2020-2021 | Birk Ruud (2)       |
| 2021-2022 | Matěj Švancer       |
| 2022-2023 | Birk Ruud (3)       |
| 2023-2024 | Alexander Hall      |

| Saison    | Femmes              |
| --------- | ------------------- |
| 2015-2016 | Pas de classement * |
| 2016-2017 | Emma Dahlström      |
| 2017-2018 | Silvia Bertagna     |
| 2018-2019 | Elena Gaskell       |
| 2019-2020 | Giulia Tanno        |
| 2020-2021 | Giulia Tanno (2)    |
| 2021-2022 | Tess Ledeux         |
| 2022-2023 | Tess Ledeux (2)     |
| 2023-2024 | Mathilde Gremaud    |

- Halfpipe (HP)

| Saison    | Hommes            |
| --------- | ----------------- |
| 2003-2004 | Mathias Wecxsteen |
| 2004-2005 | Aucune épreuve    |
| 2005-2006 | Kalle Leinonen    |
| 2006-2007 | Kalle Leinonen    |
| 2007-2008 | Matthew Hayward   |
| 2008-2009 | Kevin Rolland     |
| 2009-2010 | Aucune épreuve    |
| 2010-2011 | Benoît Valentin   |
| 2011-2012 | David Wise        |
| 2012-2013 | Mike Riddle       |
| 2013-2014 | Justin Dorey      |
| 2014-2015 | David Wise (2)    |
| 2015-2016 | Kevin Rolland (2) |
| 2016-2017 | Kevin Rolland (3) |
| 2017-2018 | Alex Ferreira     |
| 2018-2019 | Simon d'Artois    |
| 2019-2020 | Aaron Blunck      |
| 2020-2021 | Aaron Blunck (2)  |
| 2021-2022 | Brendan MacKay    |
| 2022-2023 | Birk Irving       |
| 2023-2024 | Alex Ferreira (2) |

| Saison    | Femmes               |
| --------- | -------------------- |
| 2003-2004 | Marie Martinod       |
| 2004-2005 | Aucune épreuve       |
| 2005-2006 | Anaïs Caradeux       |
| 2006-2007 | Jessica Cumming      |
| 2007-2008 | Sarah Burke          |
| 2008-2009 | Virginie Faivre      |
| 2009-2010 | Aucune épreuve       |
| 2010-2011 | Sarah Burke (2)      |
| 2011-2012 | Brita Sigourney      |
| 2012-2013 | Virginie Faivre (2)  |
| 2013-2014 | Devin Logan          |
| 2014-2015 | Ayana Onozuka        |
| 2015-2016 | Ayana Onozuka (2)    |
| 2016-2017 | Marie Martinod (2)   |
| 2017-2018 | Cassie Sharpe        |
| 2018-2019 | Cassie Sharpe (2)    |
| 2019-2020 | Valeriya Demidova    |
| 2020-2021 | Rachael Karker       |
| 2021-2022 | Gu Ailing Eileen     |
| 2022-2023 | Rachael Karker (2)   |
| 2023-2024 | Gu Ailing Eileen (2) |

- Slopestyle (SS)

| Saison    | Hommes                       |
| --------- | ---------------------------- |
| 2011-2012 | Cyrill Hunziker Tom Wallisch |
| 2012-2013 | James Woods                  |
| 2013-2014 | Jesper Tjäder                |
| 2014-2015 | Felix Stridsberg-Usterud     |
| 2015-2016 | Andri Ragettli               |
| 2016-2017 | McRae Williams               |
| 2017-2018 | Andri Ragettli (2)           |
| 2018-2019 | Mac Forehand                 |
| 2019-2020 | Andri Ragettli (3)           |
| 2020-2021 | Colby Stevenson              |
| 2021-2022 | Andri Ragettli (4)           |
| 2022-2023 | Birk Ruud                    |
| 2023-2024 | Mac Forehand (2)             |

| Saison    | Femmes                     |
| --------- | -------------------------- |
| 2011-2012 | Linn-Ida Murud Kaya Turski |
| 2012-2013 | Keri Herman                |
| 2013-2014 | Lisa Zimmermann            |
| 2014-2015 | Emma Dahlström             |
| 2015-2016 | Tiril Sjåstad Christiansen |
| 2016-2017 | Sarah Höfflin              |
| 2017-2018 | Jennie-Lee Burmansson      |
| 2018-2019 | Megan Oldham               |
| 2019-2020 | Sarah Höfflin (2)          |
| 2020-2021 | Tess Ledeux                |
| 2021-2022 | Kelly Sildaru              |
| 2022-2023 | Johanne Killi              |
| 2023-2024 | Mathilde Gremaud           |

### Anciennes disciplines

#### Ballet / Acroski (AC)
| Saison    | Hommes                      |
| --------- | --------------------------- |
| 1980      | Bob Howard                  |
| 1981      | Bob Howard (2)              |
| 1982      | Ian Edmondson               |
| 1983      | Richard Schabl              |
| 1984      | Richard Schabl (2)          |
| 1984-1985 | Hermann Reitberger (de)     |
| 1985-1986 | Hermann Reitberger (de) (2) |
| 1986-1987 | Hermann Reitberger (de) (3) |
| 1987-1988 | Hermann Reitberger (de) (4) |
| 1988-1989 | Hermann Reitberger (de) (5) |
| 1989-1990 | Roberto Franco              |
| 1990-1991 | Rune Kristiansen (en)       |
| 1991-1992 | Rune Kristiansen (en) (2)   |
| 1992-1993 | Rune Kristiansen (en) (3)   |
| 1993-1994 | Fabrice Becker              |
| 1994-1995 | Rune Kristiansen (en) (4)   |
| 1995-1996 | Heini Baumgartner           |
| 1996-1997 | Fabrice Becker (2)          |
| 1997-1998 | Fabrice Becker (3)          |
| 1998-1999 | Pas de classement *         |
| 1999-2000 | Pas de classement *         |

| Saison    | Femmes              |
| --------- | ------------------- |
| 1980      | Jan Bucher          |
| 1981      | Jan Bucher (2)      |
| 1982      | Jan Bucher (3)      |
| 1983      | Jan Bucher (4)      |
| 1984      | Jan Bucher (5)      |
| 1984-1985 | Christine Rossi     |
| 1985-1986 | Jan Bucher (6)      |
| 1986-1987 | Christine Rossi (2) |
| 1987-1988 | Christine Rossi (3) |
| 1988-1989 | Jan Bucher (7)      |
| 1989-1990 | Conny Kissling      |
| 1990-1991 | Conny Kissling (2)  |
| 1991-1992 | Conny Kissling (3)  |
| 1992-1993 | Ellen Breen         |
| 1993-1994 | Ellen Breen (2)     |
| 1994-1995 | Ellen Breen (3)     |
| 1995-1996 | Elena Batalova      |
| 1996-1997 | Elena Batalova (2)  |
| 1997-1998 | Elena Batalova (3)  |
| 1998-1999 | Elena Batalova (4)  |
| 1999-2000 | Pas de classement * |

#### Combiné (CO)
| Saison    | Hommes                |
| --------- | --------------------- |
| 1980      | Greg Athans           |
| 1981      | Frank Beddor          |
| 1982      | Frank Beddor (2)      |
| 1983      | Alain Laroche         |
| 1984      | Alain Laroche (2)     |
| 1984-1985 | Alain Laroche (3)     |
| 1985-1986 | Éric Laboureix        |
| 1986-1987 | Éric Laboureix (2)    |
| 1987-1988 | Alain Laroche (4)     |
| 1988-1989 | Chris Simboli         |
| 1989-1990 | Éric Laboureix (3)    |
| 1990-1991 | Éric Laboureix (4)    |
| 1991-1992 | Trace Worthington     |
| 1992-1993 | Trace Worthington (2) |
| 1993-1994 | David Belhumeur       |
| 1994-1995 | Trace Worthington (3) |
| 1995-1996 | Jonny Moseley         |
| 1996-1997 | Toben Sutherland      |

| Saison    | Femmes                   |
| --------- | ------------------------ |
| 1980      | Stephanie Sloan          |
| 1981      | Marie-Claude Asselin     |
| 1982      | Marie-Claude Asselin (2) |
| 1983      | Marie-Claude Asselin (3) |
| 1984      | Conny Kissling           |
| 1984-1985 | Conny Kissling (2)       |
| 1985-1986 | Conny Kissling (3)       |
| 1986-1987 | Conny Kissling (4)       |
| 1987-1988 | Conny Kissling (5)       |
| 1988-1989 | Conny Kissling (6)       |
| 1989-1990 | Conny Kissling (7)       |
| 1990-1991 | Conny Kissling (8)       |
| 1991-1992 | Conny Kissling (9)       |
| 1992-1993 | Katherina Kubenk         |
| 1993-1994 | Maja Schmid              |
| 1994-1995 | Maja Schmid (2)          |

## Records

### Victoires
- Les plus grands nombres de victoires : minimum 20 vic. individuelles / 100 vic. par nation (en date du 11 août 2025)

| Athlète               | Nb victoires |
| --------------------- | ------------ |
| Mikaël Kingsbury      | 99           |
| Rune Kristiansen (en) | 38           |
| Trace Worthington     | 37           |
| Éric Laboureix        | 34           |
| Edgar Grospiron       | 28           |
| Janne Lahtela         | 22           |
| Ikuma Horishima       | 22           |
| Fabrice Becker        | 21           |
| Lloyd Langlois        | 21           |
| Alain LaRoche         | 21           |
| Jean-Luc Brassard     | 20           |
| Steve Omischl         | 20           |

| Athlète              | Nb victoires |
| -------------------- | ------------ |
| Conny Kissling       | 106          |
| Jan Bucher           | 57           |
| Donna Weinbrecht     | 46           |
| Hannah Kearney       | 46           |
| Sandra Näslund       | 39           |
| Kari Traa            | 36           |
| Marielle Thompson    | 36           |
| Marie-Claude Asselin | 35           |
| Fanny Smith          | 35           |
| Perrine Laffont      | 33           |
| Xu Mengtao           | 29           |
| Ophélie David        | 26           |
| Jacqui Cooper        | 25           |
| Elena Batalova       | 25           |
| Jennifer Heil        | 25           |
| Ellen Breen          | 23           |
| Jakara Anthony       | 23           |
| Hilary Engisch       | 22           |
| Christine Rossi      | 21           |
| Raphaëlle Monod      | 20           |

| Nation     | Nb victoires |
| ---------- | ------------ |
| Canada     | 672          |
| États-Unis | 650          |
| France     | 399          |
| Suisse     | 312          |
| Suède      | 155          |
| Australie  | 148          |
| Chine      | 142          |
| Norvège    | 136          |

### Globes
- Les plus grands nombres de globes par discipline (fin décembre 2021)

| Discipline          | Saison       | Athlète                                  | Nb globes |
| ------------------- | ------------ | ---------------------------------------- | --------- |
| Général             | 1980-2019/20 | Mikaël Kingsbury                         | 9         |
| Bosses              | 1980-        | Mikaël Kingsbury                         | 9         |
| Bosses en parallèle | 1995/96-     | Jesper Tjäder Thony Hemery Janne Lahtela | 2         |
| Saut                | 1980-        | Nicolas Fontaine Steve Omischl           | 4         |
| Skicross            | 2002/03-     | Tomáš Kraus                              | 4         |
| Freeski/Park&Pipe   | 2020/21-     | Colby Stevenson                          | 1         |
| Big Air             | 2016/17-     | Birk Ruud                                | 2         |
| Half-pipe           | 2003/04-     | Kevin Rolland                            | 3         |
| Slopestyle          | 2011/12-     | Andri Ragettli                           | 3         |
| Ballet/Acroski      | 1980-1997/98 | Hermann Reitberger (de)                  | 5         |
| Combiné             | 1980-1996/97 | Éric Laboureix Alain Laroche             | 4         |

| Discipline          | Saison       | Athlète                                                                | Nb globes |
| ------------------- | ------------ | ---------------------------------------------------------------------- | --------- |
| Général             | 1980-2019/20 | Conny Kissling                                                         | 10        |
| Bosses              | 1980-        | Hannah Kearney                                                         | 6         |
| Bosses en parallèle | 1995/96-     | Candice Gilg Kari Traa                                                 | 2         |
| Saut                | 1980-        | Jacqui Cooper Xu Mengtao                                               | 5         |
| Skicross            | 2002/03-     | Ophélie David                                                          | 7         |
| Freeski/Park&Pipe   | 2020/21-     | Tess Ledeux                                                            | 1         |
| Big Air             | 2016/17-     | Giulia Tanno                                                           | 2         |
| Half-pipe           | 2003/04-     | Sarah Burke Virginie Faivre Ayana Onozuka Marie Martinod Cassie Sharpe | 2         |
| Slopestyle          | 2011/12-     | Sarah Höfflin                                                          | 2         |
| Ballet/Acroski      | 1980-1997/98 | Jan Bucher                                                             | 7         |
| Combiné             | 1980-1996/97 | Conny Kissling                                                         | 9         |